# Kopaszewo
Kopaszewo (prononciation : [kɔpaˈʂɛvɔ]) est un village polonais de la gmina de Krzywiń dans le powiat de Kościan de la voïvodie de Grande-Pologne dans le centre-ouest de la Pologne.
Il se situe à environ 4 kilomètres au nord de Krzywiń (siège de la gmina), à 14 kilomètres au sud-est de Kościan (siège du powiat) et à 46 kilomètres au sud de Poznań (capitale régionale).
Le village possédait une population de 502 habitants en 2008.

## Histoire
De 1975 à 1998, le village faisait partie du territoire de la voïvodie de Leszno.

Depuis 1999, Kopaszewo est situé dans la voïvodie de Grande-Pologne.